# Корейцы

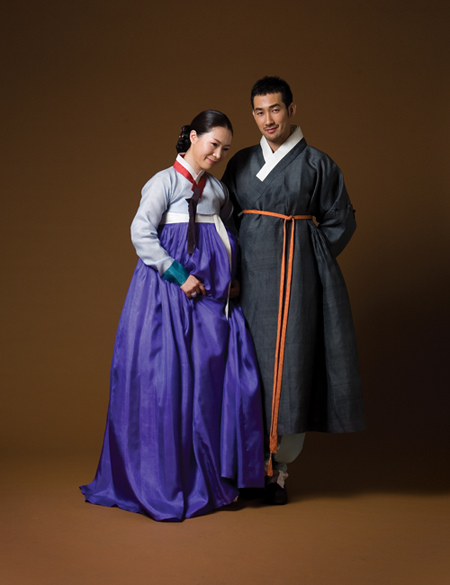
Корейцы в традиционном наряде

Коре́йцы (кор. 한국인, 조선사람) — основное население Корейского полуострова.
По антропологическому типу принадлежат к восточноазиатской ветви монголоидной расы. Говорят на корейском языке или языках стран проживания.
Основные религии — конфуцианство, буддизм, христианство, шаманизм, однако большинство не исповедуют никакой религии. Ранее господствовал буддизм, но в XIV веке он утратил статус государственной религии. Большое количество корейцев, проживающих в КНДР, придерживаются атеистических взглядов.

## Название
Самоназвание (этноним) корейцев на корейском языке — чосон сарам (кор. 조선 사람) в Корейской Народно-Демократической Республике и хангук сарам (кор. 한국 사람).
Корё сара́м (кор. 고려 사람 (高麗人) «народ Корё») — самоназвание (этноним) корейцев, проживающих на территории бывшего СССР, потомков корейцев, исконно проживавших на территориях древнего корейского государства Кочосон (ныне территории РФ и КНР) или возвратившихся в 1860-х годах на российский Дальний Восток (в основном, в Приморье), а также завезённых на Сахалин японской армией. Корейцы в России и СНГ говорят на собственном диалекте корейского языка.

## Корейцы за пределами Корейского полуострова
Около 7 миллионов корейцев живут за пределами Корейского полуострова. Примерно четыре пятых из них проживают в трёх странах: Китае, Японии и США. Страны с более чем 0,5 % корейского населения: Япония, Новая Зеландия, США, Казахстан, Канада, Узбекистан и Австралия.

## Традиции
Получили широкую известность такие традиционные корейские праздники, как тольджанчхи (празднование первого года со дня рождения ребёнка), соллаль (Новый год) и хвангап (환갑, 60-летний юбилей).
Общенациональный праздник — День урожая, или чхусок, празднуется на всём Корейском полуострове — как в Республике Корея, так и в КНДР.

### Жилища
Традиционные дома — мазанки ханок из решётчатого деревянного остова, обложенного камнями (которые, за неимением извести, привязывались обычно соломенными веревками) и обмазанного глиной; крыша соломенная. Внутреннее помещение маленькое; окна выходили на двор и вместо стёкол прикрывались белой просаленной бумагой. На улицу были обращены только небольшие отверстия для выхода дыма из печей, которые были устроены или внутри помещения, или (в богатых домах и казённых зданиях) топились снаружи, вследствие чего наружные стены домов были обычно закопчены и улицы во время топки печей заволакивались дымом.
Особенности материальной культуры корейцев обусловлены географическими и климатическими условиями. Влажный климат полуострова придал особенность корейскому традиционному дому — обогреваемый пол (в языковой традиции корейцев РФ и СНГ — кудури). Традиция строительства домов с ондолем сохраняется в настоящее время как на Корейском полуострове, так и вне его.

### Пища

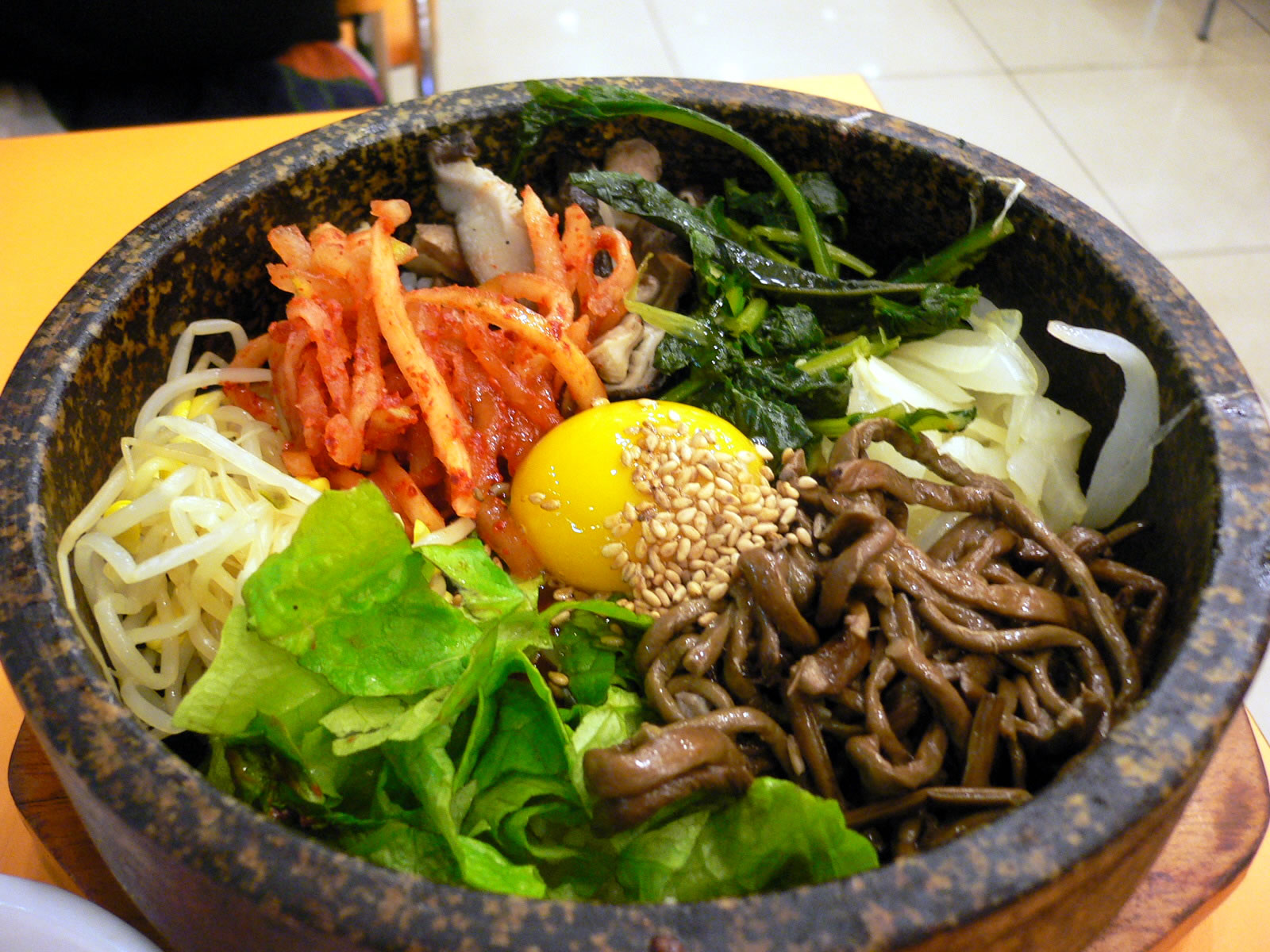
Корейское национальное блюдо пибимбап

Основной продукт, потребляемый корейцами — рис. В связи с недоступностью овощей для широкого круга корейцев, традиционные блюда домашней корейской кухни представлены в основном рисом и продуктами животного происхождения. В качестве примера можно привести чапчхэ — традиционное блюдо, которое до Корейской войны (1950-х) готовилось исключительно без мяса с дорогими в то время овощами и было праздничным блюдом. Одновременно широко употребляются в пищу морепродукты.
Корейская кухня в целом достаточно острая; в ней используются пряности и особенно большое количество красного перца и перца чили. Большинство корейских блюд щедро приправляют острым перцем. Перцем корейцы начали пользоваться в XVI столетии, когда его завезли из Южной Америки португальцы. Тогда же сложился традиционный способ приготовления корейских блюд. Набор специй корейской кухни небогат: большей частью это имбирь, чеснок и красный перец.
Особенностью корейской повседневной кухни является широкое применение процессов брожения и глубокая переработка сои и соевого белка. Наиболее известный соевый продукт — тубу.
Корейская кухня советских корейцев корё-сарам хорошо узнаваема широким применением кориандра, придающего корейским салатам характерный вкус и запах.

### Одежда

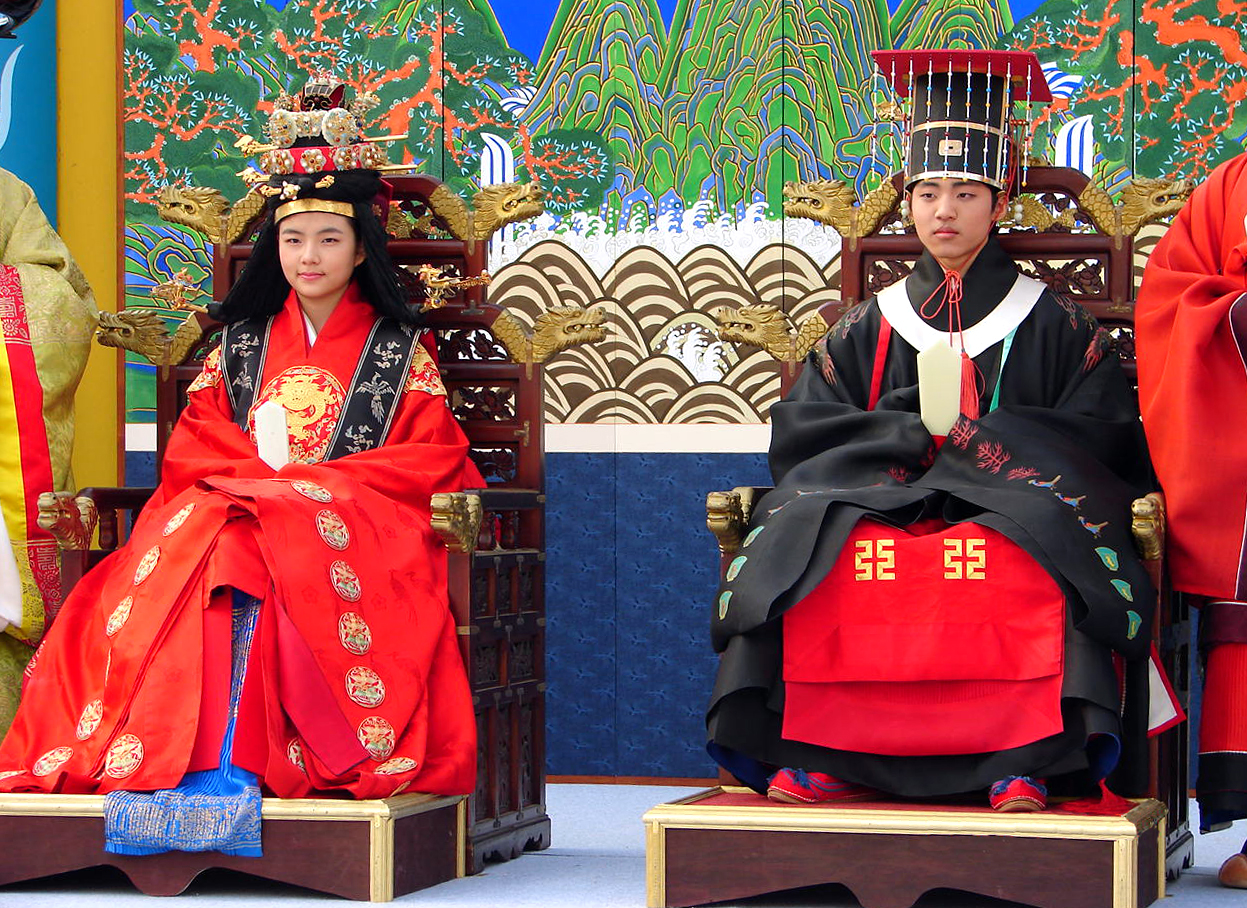
Традиционный корейский королевский свадебный костюм

В традиционном костюме корейцев, в отличие от китайского и японского, преобладал белый цвет. Одежда мужчин состояла из рубашки, широких шаровар, чулок и верёвочных или соломенных башмаков; сверху халат, зимой — на вате. Волосы собирались в пучок и связывались вверху шишкой, а на голову надевалась, иногда, шляпа с полями из камыша и лакированной материи. Женщины носили по несколько юбок, род корсета или широкого пояса и накидку на плечах, а зимой — ватные халаты; причёска их была схожа с китайской.

### Имена

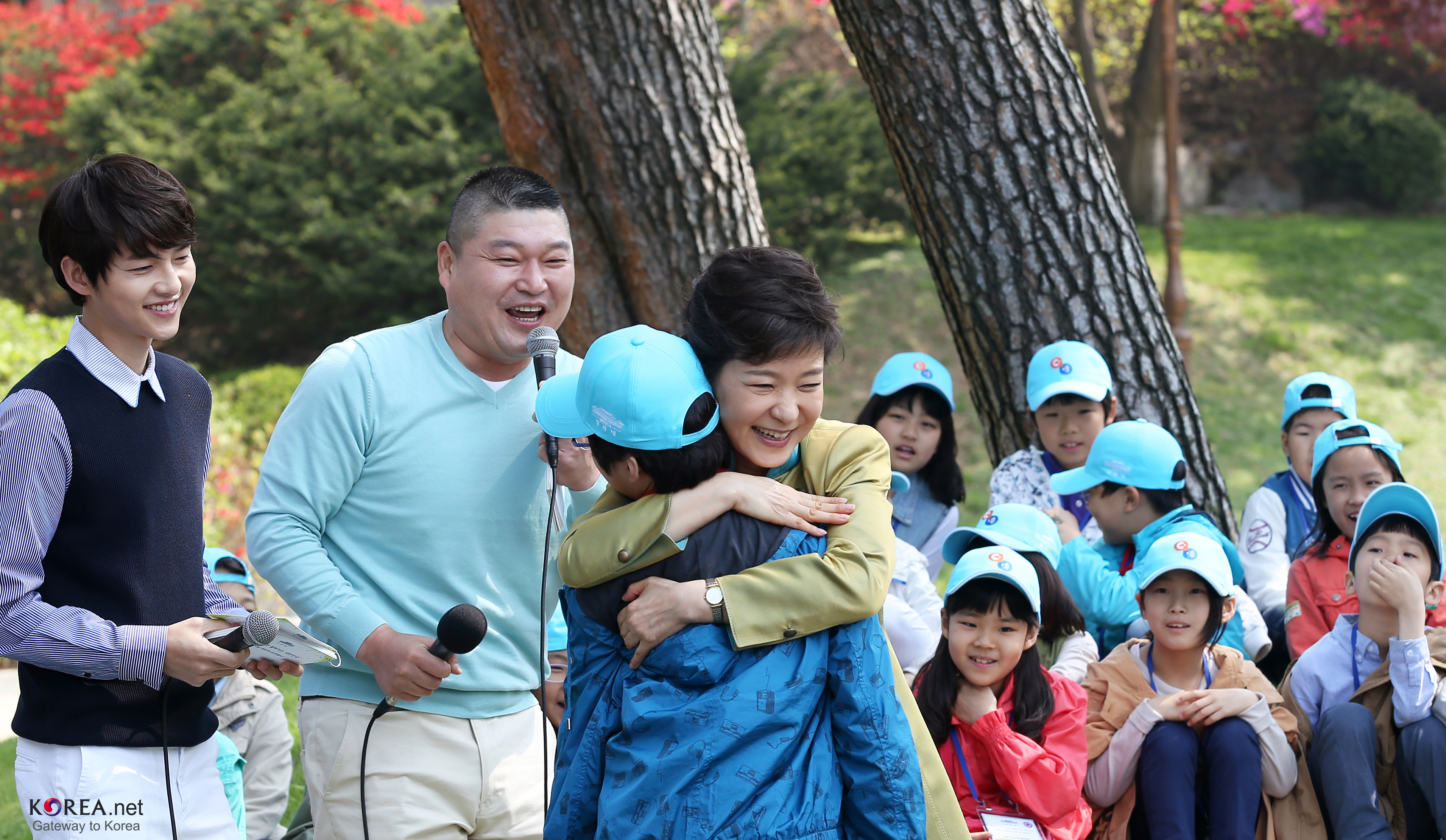
День защиты детей в Синем доме. Бывший президент Южной Кореи Пак Кын Хе (в центре) обнимает мальчика на встрече с детьми, приглашёнными в Синий дом, чтобы отметить День защиты детей 5 мая

В большинстве случаев фамилия состоит из одного, а имя из двух слогов, однако есть фамилии, состоящие из двух слогов. Как имя, так и фамилия часто записывается с помощью ханча. При латинизации имени некоторые корейцы сохраняют традиционный порядок написания (фамилия, имя), а остальные меняют его согласно западному (имя, фамилия). В Корее женщина, выходя замуж, обычно оставляет себе девичью фамилию, но дети получают фамилию своего отца.
В Корее используется всего около 250 фамилий. Самыми распространёнными из них являются Ким, Ли, Пак и Чхве (Цой). Тем не менее большинство однофамильцев не являются близкими родственниками. Происхождение корейских фамилий тесно связано с корейской историей и географией. Существует множество кланов, каждый из которых связан с определённым местом, как например Кимы из Кимхэ. В большинстве случаев каждый клан прослеживает свою родословную до общего предка по мужской линии.
В течение корейской истории использование имён эволюционировало. Древние имена, основанные на корейском языке, встречались во время периода Трёх королевств (57 год до н. э. — 668 год н. э.), однако со временем, по мере принятия китайской письменности, они были вытеснены именами, записываемыми китайскими иероглифами. Во время периодов влияния монголов и маньчжуров правящая элита дополняла свои корейские имена монгольскими и маньчжурскими именами. Кроме того, в конце японского колониального правления корейцев принуждали брать японские имена.

## Боевые искусства

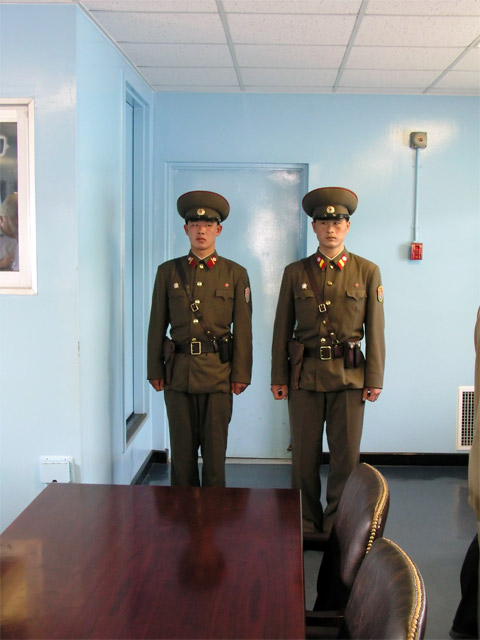
Северокорейские солдаты в униформе советского образца в Объединённой зоне безопасности

Тхэквондо (произносится тхэквондо́, иногда пишется тэквондо, таэквондо, таеквондо) — корейское боевое искусство. В 1955 году генерал-майор Чхве Хон Хи, взяв за основу несколько школ борьбы, создал тхэквондо. Слово тхэквондо складывается из трёх слов: тхэ «нога», квон «кулак», до «путь». По определению Чхве Хон Хи, «тхэквон-до означает систему духовной тренировки и технику самообороны без оружия, наряду со здоровьем, а также квалифицированным исполнением ударов, блоков и прыжков, выполняющихся голыми руками и ногами для поражения одного или нескольких соперников». Тхэквондо, в отличие от других боевых искусств, характеризуется именно большим количеством высоких прыжков с ударами ног.
Хапкидо — корейское боевое искусство, схожее с японским айкидо, так как на его появление во многом оказала влияние техника, положенная и в основу айкидо, Дайто-рю Айки-дзюдзюцу, джиу-джитсу. В дальнейшем в него вошли и элементы тхэквондо и тансудо.
Тансудо — корейское боевое искусство, сосредоточенное на дисциплине и практике форм и последовательностей самозащиты. Хван Ки, основатель этого искусства, утверждал, что он создал тансудо, когда жил в Маньчжурии в 30-х годах XX века, основываясь на старых текстах о субак (старое корейское военное искусство). Японское карате и китайские внутренние школы ушу, возможно, повлияли на тансудо. Во многих аспектах тансудо подобно карате и тхэквондо, однако практически не имеет акцента на спортивных соревнованиях.
Кёксульдо — боевое искусство из Северной Кореи, которое практикуется, прежде всего, в пределах Корейской народной армии. Кёксульдо было распространено также в Восточной Европе в государствах бывшего Варшавского договора. В Корее кёксульдо стоит на вооружении спецподразделений и армии. Мировая федерация кёксульдо (세계실전격술도총본관) состоит из двух гражданских (не военизированных) тоджанов в Южной Корее. Один из тоджанов находится в Инчхоне, второй — в городе Чхонан. В отличие от остальных коммерциализированных школ кёксуля, основной упор в этих школах делается на увеличение физической силы и выносливости тела. Современная форма одежды в Южной Корее — военный камуфляж с нашивками школы кёксульдо или чёрная форма.

## Галерея

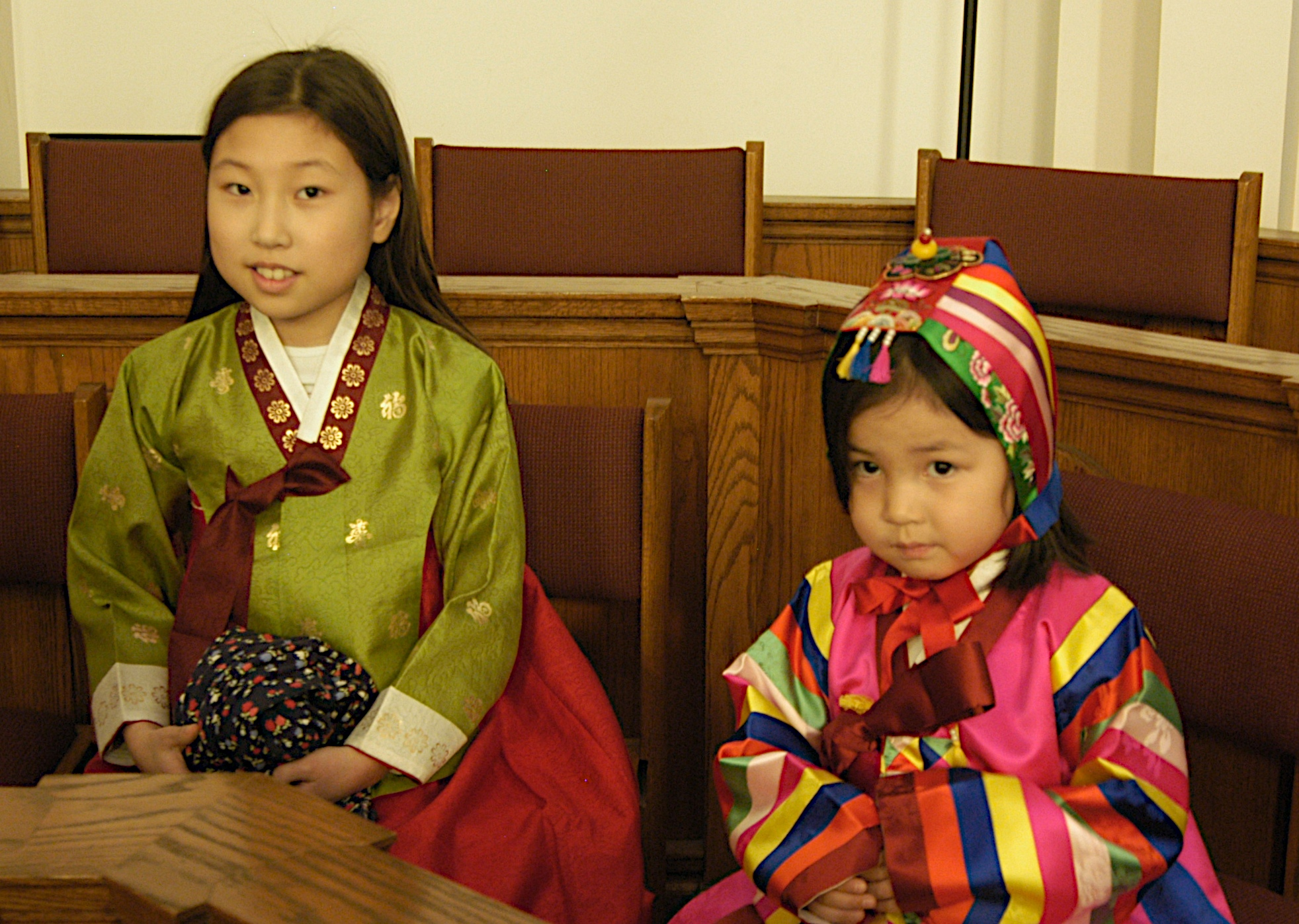
Корейские дети в традиционном костюме
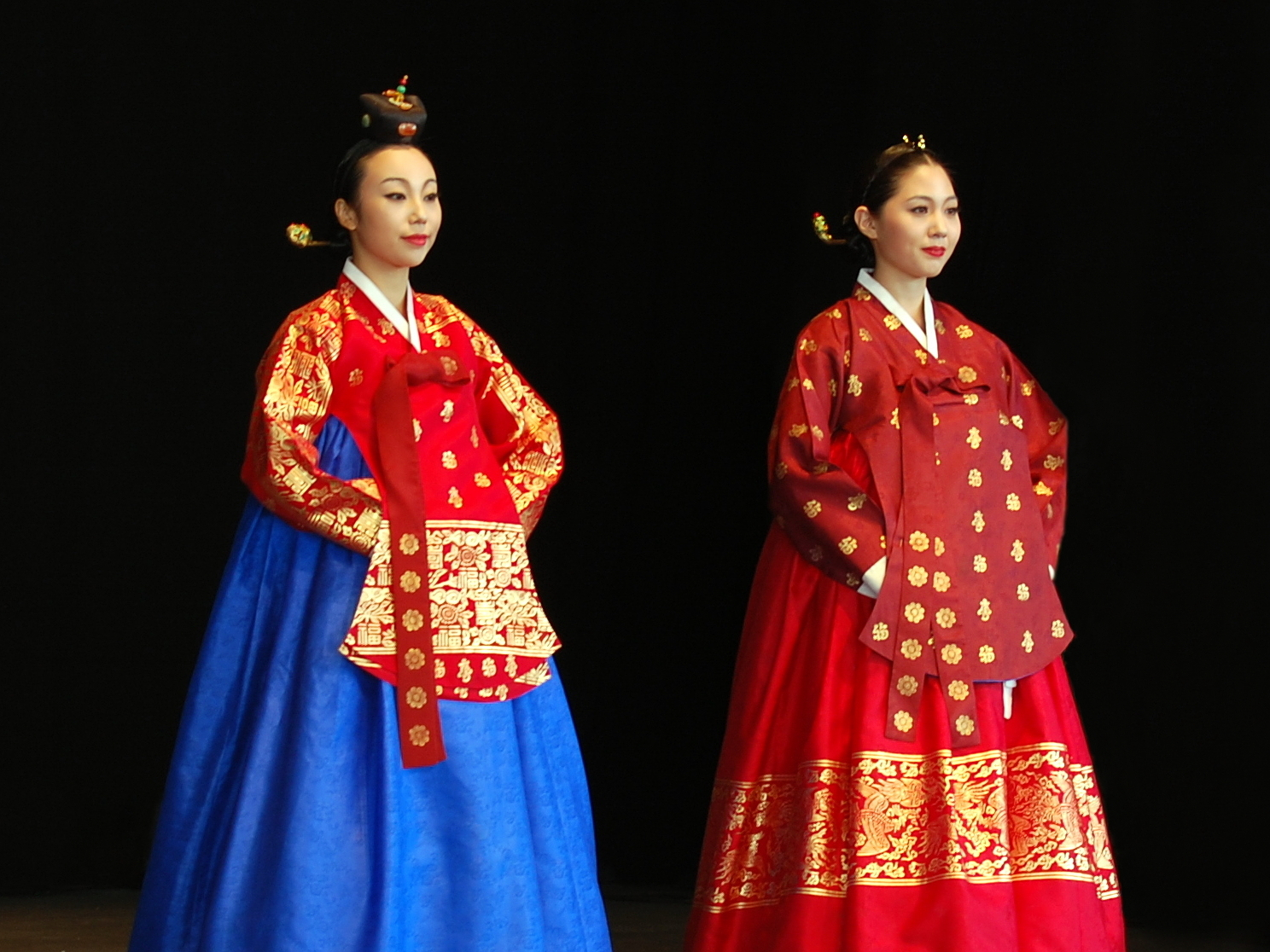
Женщины в традиционном костюме
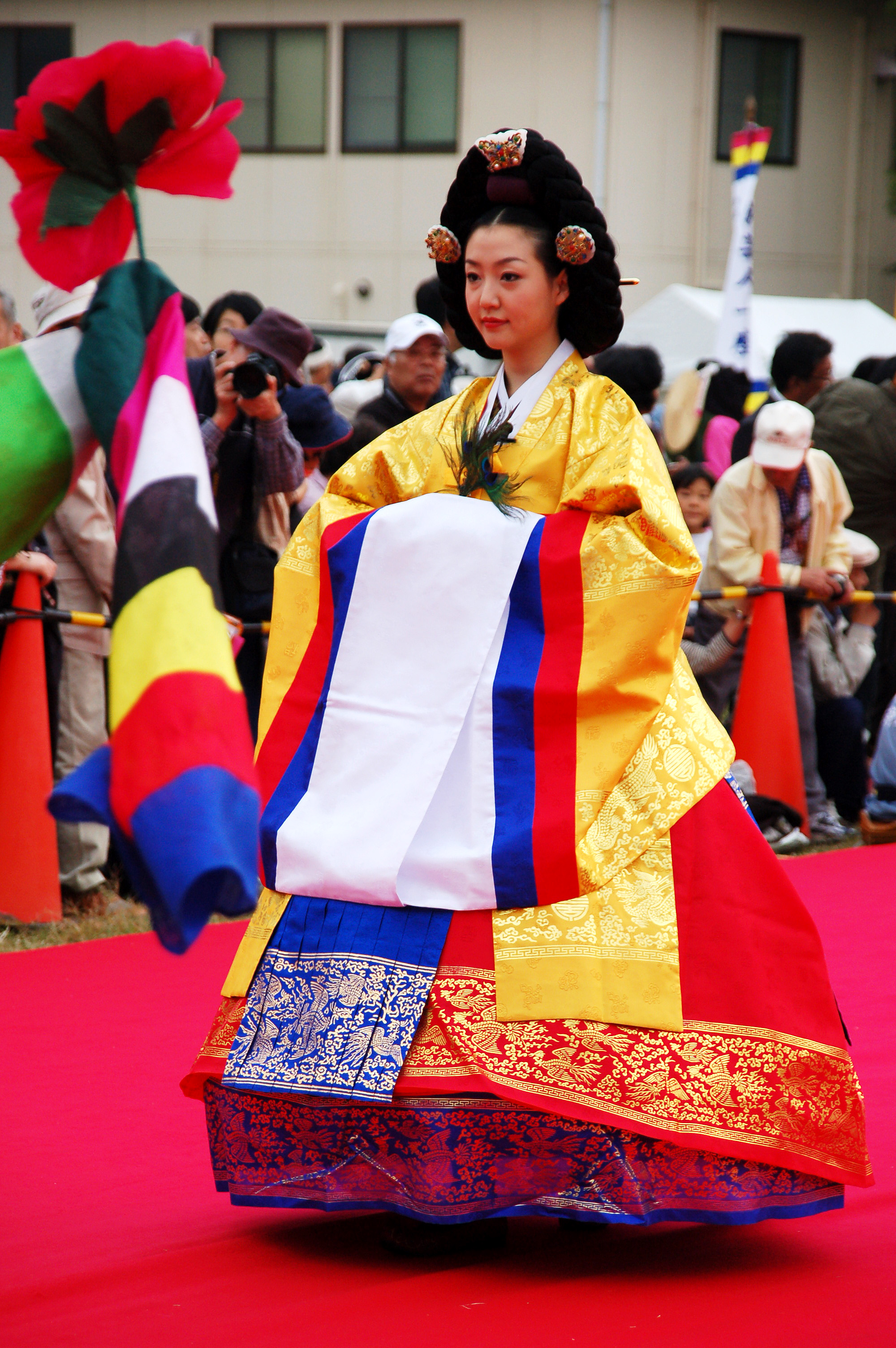
Южнокорейская женщина в костюме королевы Чосон
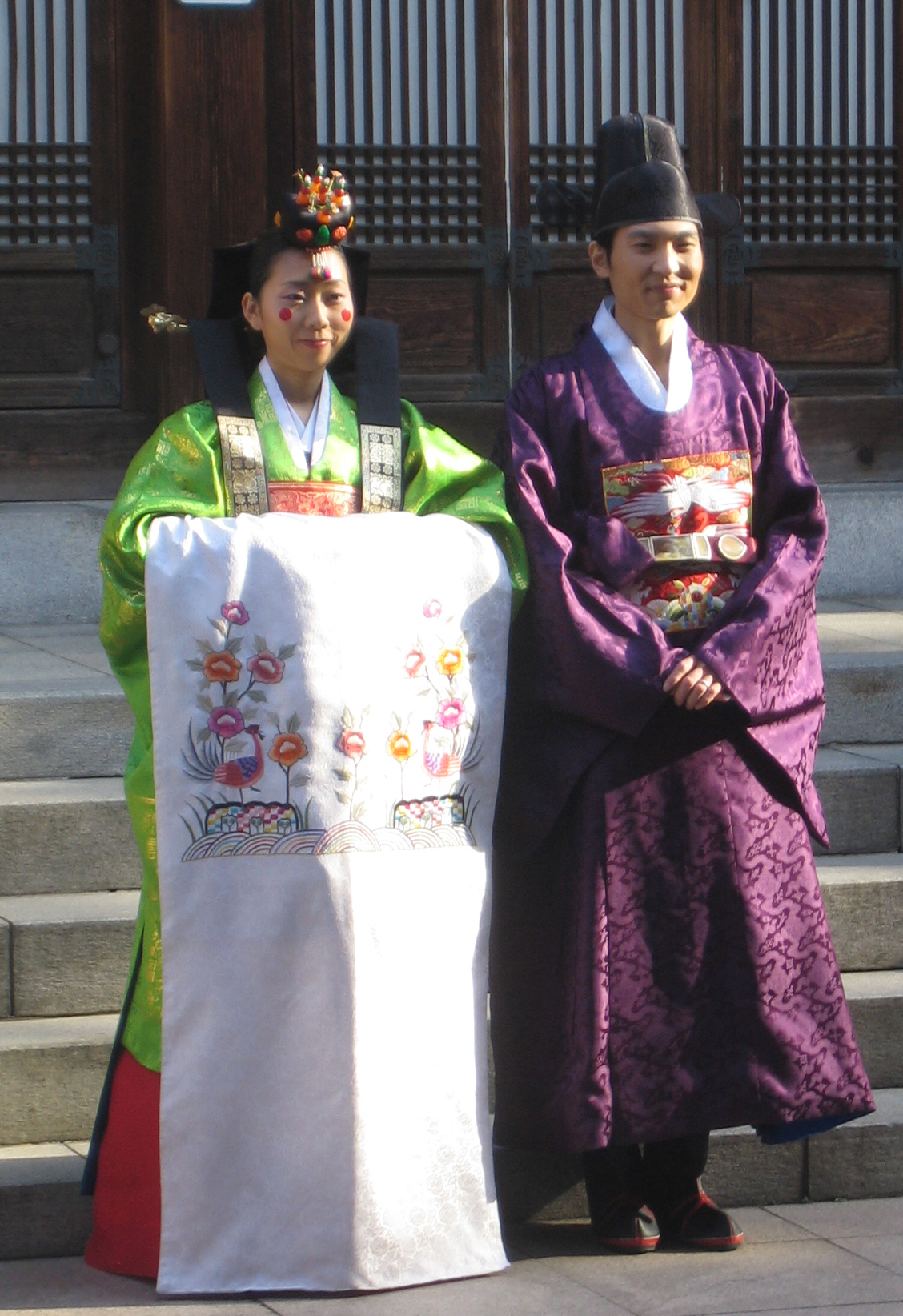
Традиционная корейская свадьба в ноябре 2006 года с невестой в корейском костюме и женихом в китайском костюме, который также носят дворцовые чиновники и королевские особы со времён Объединённого Королевства Силла.
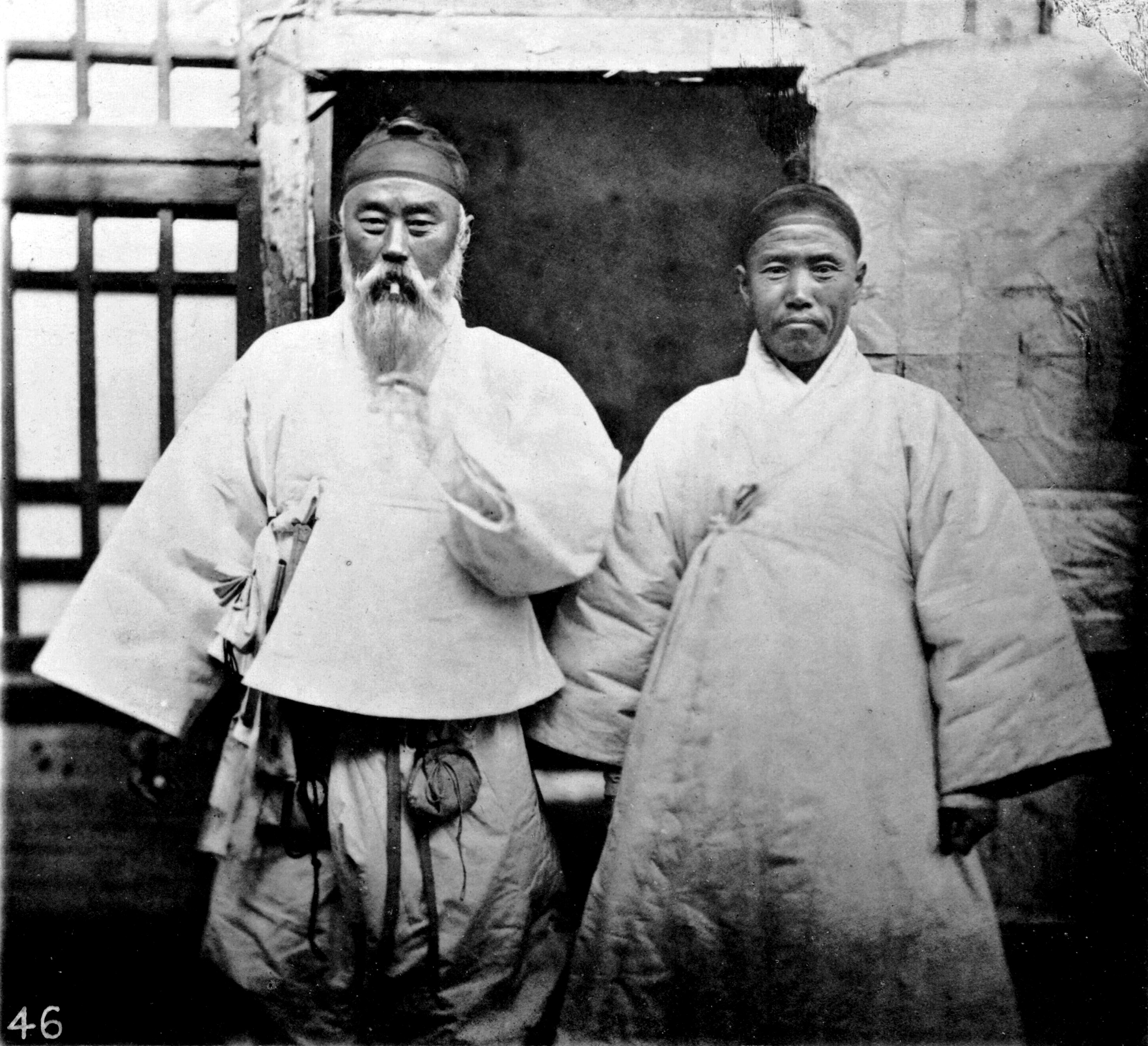
Корейские мужчины, 1871 г.
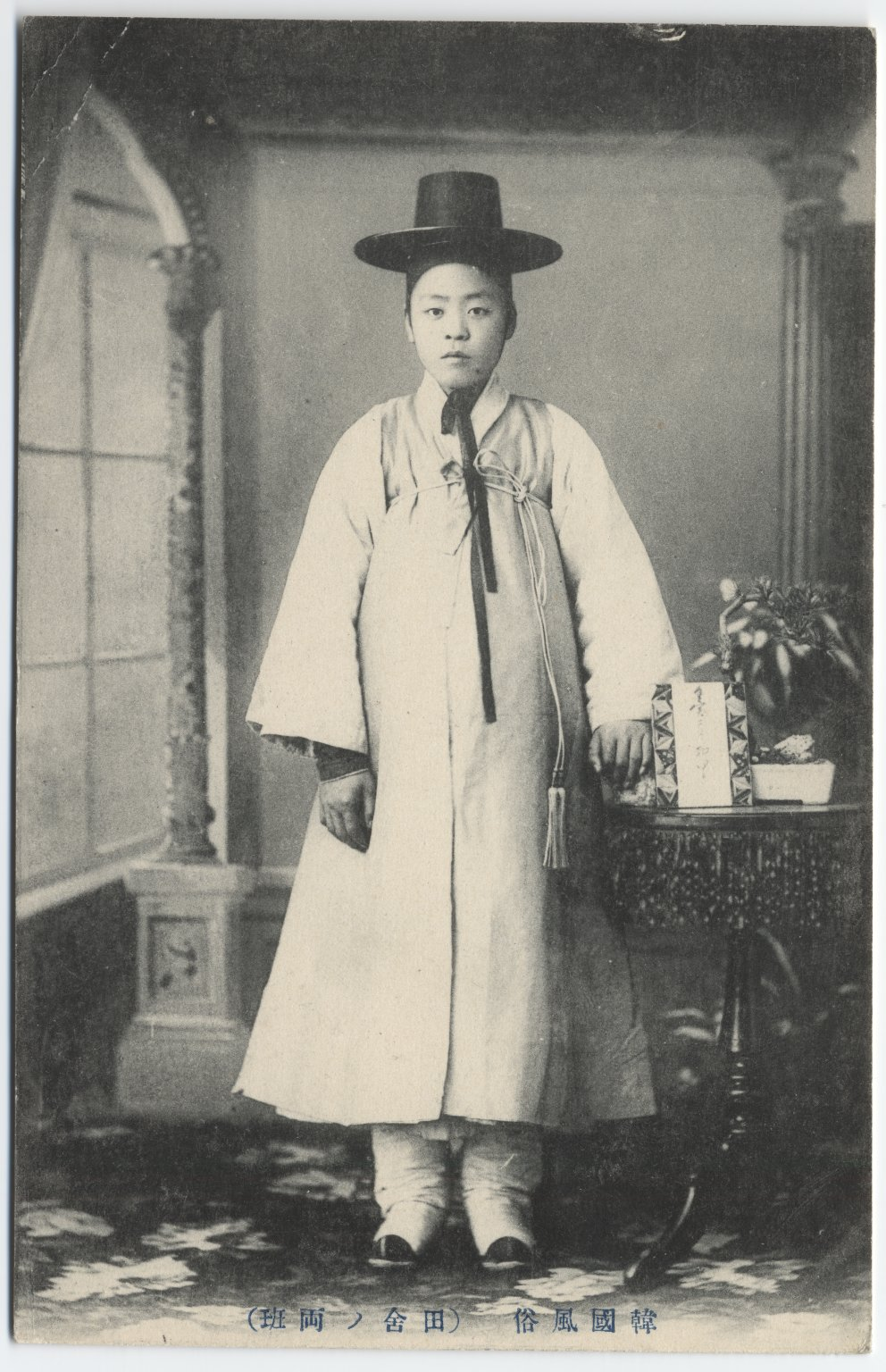
Молодой кореец из среднего класса, 1904 год.
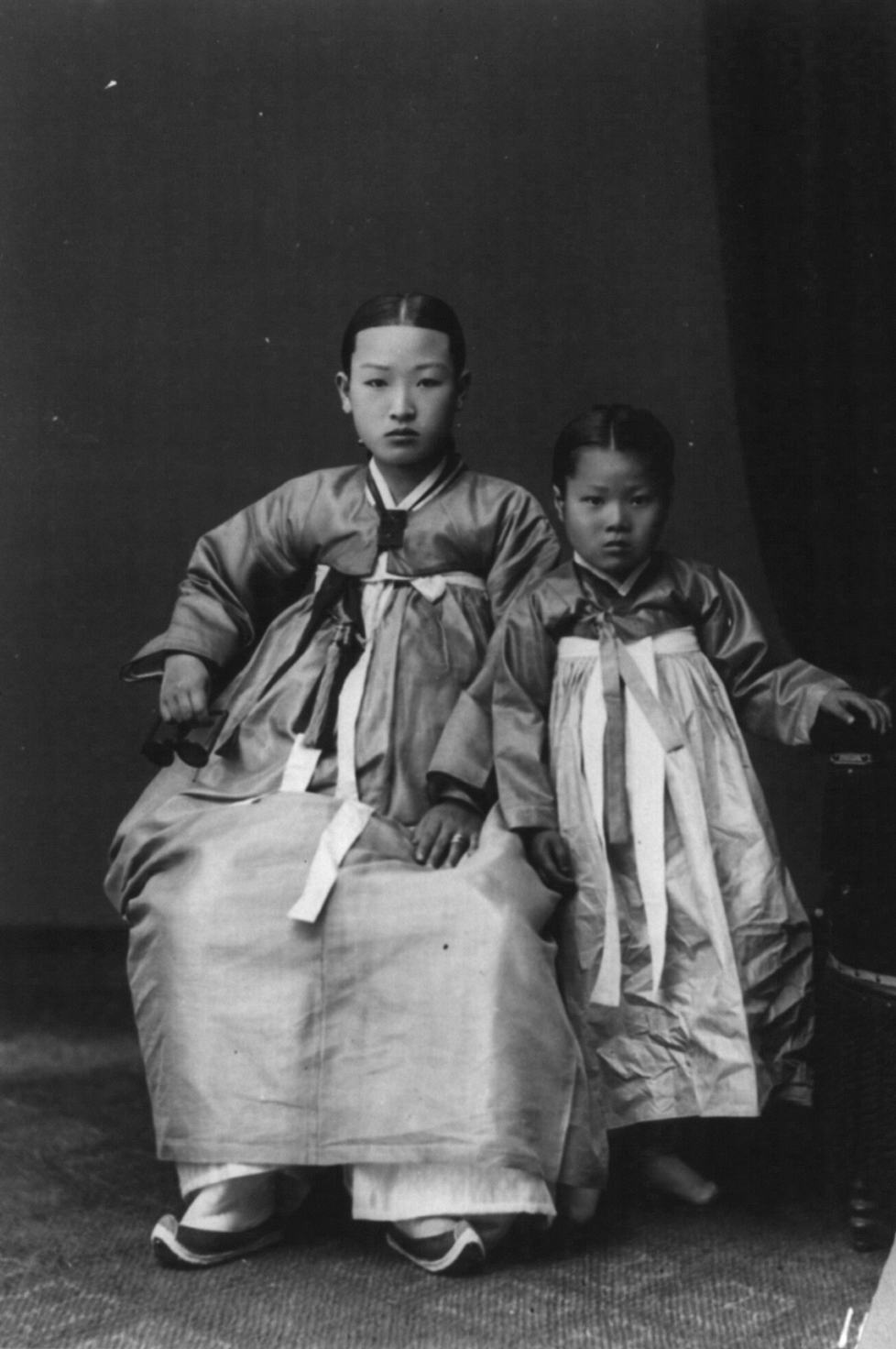
Корейские мать и дочь, 1910–1920 гг.